# Oxidopamina
La oxidopamina, también conocida como 6-hidroxidopamina o 2,4,5-trihidroxipenilamina, es un compuesto neurotóxico orgánico sintético utilizado en investigaciones para la destrucción selectiva de neuronas dopaminérgicas y noradrenérgicas. Se cree que penetra en las neuronas por los transportadores de monoaminas, de dopamina y noradrenalina (norepinefrina). La oxidopamina se usa frecuentemente junto a inhibidores de monoaminas, selectivos de la noradrenalina (como la desipramina), para destruir neuronas dopaminérgicas.
La oxidopamina se usa mayormente en investigaciones científicas para inducir Parkinson en animales de laboratorio como ratones, ratas y monos, para desarrollar y probar nuevos medicamentos y tratamientos para la enfermedad de Parkinson. Para inducir esta condición en los animales, alrededor del 70 % de las neuronas dopaminérgicas de la sustancia negra del cerebro, deben ser destruidas, algo que se puede realizar bien con oxidopamina o con MPTP. Los dos destruyen neuronas generando especies de oxígeno reactivo, como el radical superóxido. La toxicidad de la oxidopamina en roedores neonatos también se utiliza como modelo para el  síndrome de Lesch-Nyhan.